# 豪斯多夫空间
在拓扑学和相关的数学分支中，豪斯多夫空间、分离空间或T2空间（Hausdorff space, separated space or T2 space）是其中的点都“由邻域分离”的拓扑空间。在众多可施加在拓扑空间上的分离公理中，“豪斯多夫条件”是最常使用和讨论的。它蕴涵了序列、网和滤子的极限的唯一性。直观地讲，这个条件可用个双关语来形容：如果某空间中任两点可用开集合将彼此“豪斯多夫”开来，该空间就是“豪斯多夫”的。
豪斯多夫得名于拓扑学的创立者之一费利克斯·豪斯多夫。豪斯多夫最初的拓扑空间定义把豪斯多夫条件包括为公理。

## 定义

两个点x和y，由它们各自的邻域U和V来分离。

假设X是拓扑空间。设x和y是X中的点。我们称 x 和 y 可以“由邻域分离”，如果存在 x 的邻域 U 和 y 的邻域 V 使得 U 和 V 是不相交的（U ∩ V = ∅），且 X 中的任意两个不同的点都可以由这样的邻域分离，那么称 X 是豪斯多夫空间。这也是豪斯多夫空间叫做 T2空间或分离空间的原因。
X 是预正则空间，如果任何两个拓扑可区分的点可以由邻域分离。预正则空间也叫做 R1空间。
在这些条件之间的联系如下。拓扑空间是豪斯多夫空间，当且仅当它是预正则空间和柯尔莫果洛夫空间的二者（就是说独特的点是拓扑可区分的）。拓扑空间是预正则空间，当且仅当它的柯尔莫果洛夫商空间是豪斯多夫空间。

## 等價
对于拓扑空间X，以下論述等價：
- {\displaystyle X}是豪斯多夫空间。
- {\displaystyle \{(x,x)|x\in X\}}是積空間{\displaystyle X\times X}的閉集。
- X中极限是唯一的(就是序列、网和滤子收敛于最多一个点)。
- 所有包含在X中的单元素集合都等于包含它的所有闭邻域的交集。

## 例子和反例
在数学分析所遇到的几乎所有空间都是豪斯多夫空间；最重要的实数是豪斯多夫空间。更一般的说，所有度量空间都是豪斯多夫空间。事实上，在分析中用到的很多空间，比如拓扑群和拓扑流形在其定义中明确的声明了豪斯多夫条件。
最简单的是 T1空間而非 T2 空間的拓扑的例子是餘有限空間。
伪度量空间是典型的非豪斯多夫空间，但是它们是预正则的，并且它们在分析中通常只用于构造豪斯多夫 gauge空间。实际上，在分析家处理非豪斯多夫空间的时候，它至少要是预正则的，他们简单的把它替代为是豪斯多夫空间的它的柯尔莫果洛夫商空间。
相反的，在抽象代数和代数几何更经常见到非预正则空间，特别是作为在代数簇或交换环谱上的扎里斯基拓扑。他们还出现在直觉逻辑的模型论中：所有完全 Heyting代数都是某个拓扑空间的开集的代数，但是这个空间不需要是预正则的，更少见豪斯多夫空间。

## 性质
豪斯多夫空间的子空间和乘积是豪斯多夫空间，但是豪斯多夫空间的商空间不必须是豪斯多夫空间。事实上，所有拓扑空间都可以实现为某个豪斯多夫空间的商。
豪斯多夫空间是T1空间，这意味着所有单元素集合是闭集。类似的，预正则空间是 R0空间。
豪斯多夫空间另一个美好的性质是紧致集合总是闭集，這是因為假定{\displaystyle H}是一個豪斯多夫空間，而{\displaystyle S}是{\displaystyle H}的一個緊緻集合，那對於任何位於{\displaystyle S}的補集{\displaystyle {\bar {S}}}中的點{\displaystyle x}而言，{\displaystyle x}都會位於一個作為{\displaystyle {\bar {S}}}的子集的開集當中所致，而可以利用豪斯多夫空間的定義和緊緻集合對於開覆蓋的定義來證明包含{\displaystyle x}且作為{\displaystyle {\bar {S}}}的子集的開集存在，而這樣的開子集說明了若{\displaystyle x}是{\displaystyle {\bar {S}}}的一個元素，那麼{\displaystyle x}會是{\displaystyle {\bar {S}}}的一個內部點，因此{\displaystyle {\bar {S}}}本身也是個開集合，因此做為{\displaystyle {\bar {S}}}補集的{\displaystyle S}是闭集。但对于非豪斯多夫空间而言，這點可能失效，也就是說一個不是豪斯多夫空間的空間，其緊緻集合未必是閉集，像例如有其失效的T1空间的例子。
豪斯多夫空间的定义声称点可以由邻域分离。它蕴涵了表象上更强的东西：在豪斯多夫空间中所有成对的不相交的紧致集合都可以由邻域分离。这是紧致集合经常表现得如同点的一般规则的一个例子。
紧致性条件与预正则一起经常蕴涵了更强的分离公理。例如，任何局部紧致预正则空间都是完全正则空间。紧致预正则空间是正规空间，意味着它们满足乌雷松引理和蒂茨扩张定理，并且有服从局部有限开覆盖的单位划分。这些陈述的豪斯多夫版本是：所有局部紧致豪斯多夫空间是吉洪诺夫空间，而所有紧致豪斯多夫空间是正规豪斯多夫空间。
下列结果是关于来或到豪斯多夫空间的映射 (连续函数和其他) 的技术上的性质。
设 f : X → Y 是连续函数且 Y 是豪斯多夫空间。则 f 的图象{\displaystyle \{(x,f(x)):x\in X\}}是 {\displaystyle X\times Y}中的闭子集。
设 f : X → Y 是函数并设{\displaystyle {\mbox{ker}}(f)=\{(x,x'):f(x)=f(x')\}}是作为 {\displaystyle X\times X}的子空间的它的核。
- 如果f是连续函数并且 Y 是豪斯多夫空间则 ker(f) 是闭集。
- 如果f是开满射而 ker(f) 是闭集则Y豪斯多夫空间。
- 如果f是连续开满射（就是开商映射），则Y是豪斯多夫空间，当且仅当ker(f)是闭集。

如果 f,g : X → Y 是连续映射而 Y 是豪斯多夫空间，则均衡子{\displaystyle {\mbox{eq}}(f,g)=\{x:f(x)=g(x)\}}在 X 中是闭集。因此如果一致于 f 和 g 在某個 X 的稠密子集上有相同的值 ，则 f 和 g 在整個 X 上都是相同的，已就是 f=g。换句话说，若 f 是映射到豪斯多夫空间的连续函数，則函數 f 會被它在稠密子集上的值唯一決定。
设 f : X → Y 是闭满射且对于所有 y ∈ Y，有 f−1(y) 是紧致的。则若 X 是豪斯多夫空间會推得 Y 也是。
设 X 是紧致豪斯多夫空间、 f : X → Y 是商映射 ，则下列是等价的
- Y 是豪斯多夫空间
- f 是闭映射
- ker(f) 是闭集

## 预正则性和正则性
所有正则空间都是预正则空间，也都是豪斯多夫空间。有很多拓扑空间的结果对正则空间和豪斯多夫空间二者都成立。多数时候这些结果对于所有预正则空间也成立；它们对正则空间和豪斯多夫空间要分开列出，因为预正则空间的概念要更晚。在另一方面，这些对于正则性为真的结果一般不适用于非正则豪斯多夫空间。
有很多情况拓扑空间的其他条件（比如仿紧致性或局部紧致性）也蕴涵正则性，如果它满足预正则性的话。这种条件经常有两个版本：正则版本和豪斯多夫版本。尽管豪斯多夫空间一般不是正则性的，局部紧致的豪斯多夫空间是正则性的，因为任何豪斯多夫空间都是预正则性的。因此从特定角度来看，在有关这些情况的时候它实际是预正则性的，而非正则性的。但是，定义仍依据正则性来措辞，因为这些条件比预正则性更周知。
更详细细节请参见分离公理的历史。

## 变体
术语“豪斯多夫”、“分离”和“预正则”还可以用于在拓扑空间上的变体如一致空间、柯西空间和收敛空间。在所有这些例子中统一的概念特征是网或滤子（在它们存在的时候）的极限是唯一的（对于分离空间）或在拓扑同構意義下唯一的（对于预正则空间）。
这显现出一致空间和更一般的柯西空间总是预正则的，所有在这些情况下豪斯多夫条件简约为T0条件。还有完备性在其中有意义的空间，豪斯多夫性在这些情况下是完备性的自然伙伴。特别是，一个空间是完备的，当且仅当所有柯西网有至少一个极限，而一个空间是豪斯多夫的，当且仅当所有柯西网都有最多一个极限（因为只有柯西网可以首先有极限）。

## 注解
1. ↑  . PlanetMath.
2. ↑  . PlanetMath.
3. ↑  . PlanetMath.

## 引用
- Munkres, J. R., 2000, Topology, 2nd edition, Upper Saddle River, NJ: Prentice Hall. ISBN 978-0-13-181629-9
- 趙文敏，《拓扑學導論》，九章出版社，ISBN 978-957-603-018-5
- Arkhangelskii, A.V., L.S.Pontryagin, General Topology I,（1990）Springer-Verlag, Berlin. ISBN 978-3-540-18178-1
- Bourbaki; Elements of Mathematics: General Topology, Addison-Wesley (1966).
- Willard, Stephen. . Dover Publications. 2004. ISBN 978-0-486-43479-7.